# Выходные в Ментоне
«Выходные в Ментоне» (лат. A holiday at Mentone) — картина австралийского художника-импрессиониста Гейдельбергской школы Чарльза Кондера, написанная в 1888 году. Находится в Художественной галерее Южной Австралии в Аделаиде.

## Описание
На картине изображён пляж в пригороде Мельбурна Ментоне в яркий солнечный день. Изображение Кондером людей, отдыхающих на берегу моря, и яркое полуденное солнце делают картину явно австралийской по своему характеру.

## История
Картина была впервые выставлена на весенней выставке Общества художников Виктории в ноябре 1888 года, через месяц после того, как Кондер, которому было всего 20 лет, прибыл в Мельбурн из Сиднея. Кондер встретил Тома Робертса в Сиднее в предыдущем 1887 году и затем снова на Пасху 1888 года, когда они вместе рисовали на пляже пригорода Сиднея Куджи-Бич. По прибытии в Мельбурн Кондер сначала обосновался в студии Робертса в Гросвенор-Чемберс, и «Выходные в Ментоне» была первой картиной Кондера в Мельбурне. Работа демонстрирует свидетельства того, что на неё оказало влияние японское искусство, в то время как аналогичный мотив моста обычно использовал влиятельный американский художник Джеймс Макнил Уистлер. Один из потомков австралийского пейзажиста и одного из крупнейших представителей Гейдельбергской школы Артура Стритона предположил, что фигура в сером костюме на пирсе — Робертс, а человек, лежащий на пляже — Стритон.
«Праздник в Ментоне» — это самая известная картина художника. Она была описана как «признанный критиками шедевр австралийского импрессионизма» и «исключительно австралийская работа». Теренс Лейн, старший куратор отдела австралийского искусства в Национальной галерее Виктории, охарактеризовал постановку картины как «неестественную, почти сюрреалистичную», а композицию — как «великолепно абстрактную, а солнечный свет — блестяще австралийский».
Картина ранее принадлежала Джону Этвиллу, президенту Либеральной партии Австралии. Художественная галерея Южной Австралии приобрела картину у Этвилла за 250 000 австралийских долларов в 1981 году.
В 1984 году почта Австралии выпустила марку с изображением картины.